# Brazzaville
Brazzaville is de hoofdstad van de Republiek Congo en ligt aan de rechteroever van de rivier de Kongo, recht tegenover Kinshasa op de linkeroever, de hoofdstad van het buurland Congo-Kinshasa. De gemeente en het departement Brazzaville vallen sinds 2003 samen.
De stad telt zo'n 650.000 inwoners (2004); gemeente/departement 1.373.382 (2007). De stad werd in 1880 gebouwd en is genoemd naar Pierre Savorgnan de Brazza, een tot Fransman genaturaliseerde ontdekkingsreiziger van Italiaanse origine.
In 1944 organiseerde Brazzaville een vergadering van de vrije Franse staten en vertegenwoordigers van de Afrikaanse kolonies van Frankrijk. De resulterende Verklaring van Brazzaville was bedoeld om de band tussen Frankrijk en zijn Afrikaanse kolonies na de Tweede Wereldoorlog opnieuw te definiëren.
Tot de jaren zestig werd de stad verdeeld in Europees (het centrum van de stad) en Afrikaans (Poto-Poto, Bacongo en Makélékélé) getinte secties. Zij is vaak het terrein van regionale conflicten geweest, waaronder conflicten tussen rebellen en overheid en tussen strijders uit de Republiek Congo, de Democratische Republiek Congo, en Angola.
Om onderscheid te maken tussen de beide Congo's wordt de Republiek Congo soms Congo-Brazzaville genoemd, tegenover Congo-Kinshasa (de Democratische Republiek Congo, die vanaf 1971 tot 1999 als Zaïre bekendstond, en waarvan de hoofdstad Kinshasa is).
De stad is een "commune" die van de andere gebieden van de republiek gescheiden is; hij wordt omringd door de regio Pool.

## Stedenbanden
Brazzaville heeft een stedenband met:
- Dresden (Duitsland), sinds 1975
- Washington D.C. (Verenigde Staten)
- Kinshasa (Congo-Kinshasa)
- Windhoek (Namibië), sinds 2011
- Reims (Frankrijk), (officieel sinds 1961), herstart in november 2012

## Geboren
- Fulbert Youlou (1917-1972), premier en president van de Republiek Congo
- Ali Bongo (1959), president van Gabon (2009-heden)

## Video
- Brazzaville in 2005

## Trivia
- De stad ligt op 1600 meter van Kinshasa, de hoofdstad van de Democratische Republiek Congo. Dit is de op een na kleinste afstand tussen twee hoofdsteden van onafhankelijke landen ter wereld; alleen Rome en Vaticaanstad liggen dichter bij elkaar.
- In de stad staat de 106 meter hoge Nabembatoren, het hoogste gebouw van het land.

Bouenza · Cuvette · Brazzaville · Cuvette-Ouest · Kouilou · Lékoumou · Likouala · Niari · Plateaux · Pointe-Noire · Pool · Sangha